# Albert Guigui
Albert Guigui (Meknes 1944) is sinds 1980 opperrabbijn van het Centraal Israëlitisch Consistorie van België en sinds 1987 opperrabbijn van Brussel. 

## Studies en loopbaan
Hij is in Marokko geboren en daar ging hij ook naar school met zowel cursussen in Arabisch en in Frans. Na een doctoraat in orientale studies in de Sorbonne universiteit doceerde hij de cursus Israëlitische godsdienst in België, waarvoor hij ook inspecteur was. Hij was ook de vertegenwoordiger van de Conferentie van Europese Rabbijnen voor de Europese instellingen in Brussel.

## Standpunten
Sinds hij in 2001 slachtoffer werd van een antisemitische aanval draagt hij geen keppeltje meer in het openbaar.
Op 4 november 2012 nam hij deel aan een door de Marokkaanse ambassade in Brussel georganiseerd mars ter herinnering van de Groene Mars en in steun aan "het Marokkaanse karakter van de Sahara" ("La marocanité du Sahara"). Hij zei toen aan de Marokkaanse officiële persagentschap MAP dat hij aanwezig was om zijn "onwrikbare steun te betuigen aan het rechtvaardige en vreedzame beleid dat Z.M. Koning Mohammed VI momenteel voert met betrekking tot de kwestie van de Sahara" en dat ""Hier vandaag aanwezig zijn is een beetje deel uitmaken van het Marokkaanse volk dat wij liefhebben en steunen in al zijn inspanningen".
Hij verklaarde op 23 november 2015, enkele dagen na de aanslagen in Parijs, in een interview aan een Israëlische radio dat "Joden geen toekomst hebben in Europa".
Opperrabijn Guigui heeft in 2021 een opiniestuk in La Libre Belgique laten publiceren waarin hij een standpunt nam omtrent de regularisatie van migranten in illegaal verblijf: "De Jood in mij behoort tot deze gemeenschap van zwervers, migranten zonder papieren, verschoppelingen. We moeten hen dringend redden, hen helpen. We moeten hen dringend de nodige papieren geven om in respect en waardigheid te leven. Hun strijd is onze strijd."
In het debat rond het ritueel slachten in Brussel in 2022 heeft hij zich tegen het verbod gekant.